# Kristian Djurhuus
Kristian Djurhuus (ur. 12 lutego 1895 w Tórshavn, zm. 20 listopada 1984 w Trongisvágur opodal Tvøroyri) – farerski polityk, aktywny w latach 1926–70. Był premierem archipelagu w latach 1950–59 i 1968–70, sprawował także inne ważne funkcje w kraju, jednak nigdy nie był przewodniczącym partii Partii Unii (far. Sambandsflokkurin), do której należał.

## Życie prywatne
Kristian Djurhuus urodził się 12 lutego 1895 roku w Tórshavn, stolicy archipelagu Wysp Owczych i największym mieście tego regionu. Był synem Elin (z d. Larsen) z Porkeri i Hansa Anreasa (Dia í Ólastovu) Djurhuusów. Ojciec Kristiana był stolarzem, żył w latach 1869–1949.
Kristian ukończył szkołę w roku 1910, później, w Kopenhadze, w 1922 skończył szkolenie policyjne. Od 1910 był także urzędnikiem pocztowym w rodzinnym Tórshavn. Później pracował, jako pracownik cywilny. W 1917 roku pojął za żonę Margrethę (z d. Nielsen), z którą miał czwórkę dzieci. W 1920 przenieśli się do Tvøroyri.
Zmarł w Trongisvágur, miejscowości przyległej do Tvøroyri, 20 listopada 1984 roku, w wieku 89 lat.

## Kariera polityczna
Djurhuus zaczął karierę polityczną po przeprowadzce do Tvøroyri, gdzie został gubernatorem regionu Suðuroy w 1920 roku. W latach 1926–34 był członkiem rady Froðbiar kommuna (obecnie Tvøroyrar kommuna). Sprawował także urząd burmistrza tejże gminy w latach 1926–30.
Od roku 1932 Djurhuus zaczął zasiadać w farerskim Løgtingu, wybrany z okręgu Suðuroy z listy Sambandsflokkurin. Do parlamentu wybierano go aż do 1962 roku, a później jeszcze na okres 1966–70. W okresie 1940–45 był wiceprzewodniczącym Løgtingu, a pomiędzy sierpniem a listopadem 1945 sprawował funkcję przewodniczącego obrad parlamentu. Był też w okresie 1938–45 przewodniczącym rady rolniczej Wysp Owczych.
W roku 1940 został jednym z rządowych przedstawicieli w Londynie, a później, w czasie pokojowej okupacji brytyjskiej, pracował w wielu komitetach, służących usprawnieniu ich relacji z władzami Wysp Owczych. Brał także udział w negocjacjach w 1941 roku pomiędzy Islandią i USA. Od 1951 roku członek komisji do spraw rybołówstwa.
W roku 1948 Wyspy Owcze uzyskały autonomię w ramach Królestwa Danii w ramach tak zwanej Zasady Samostanowienia. Pierwszym rządem po tej zmianie pokierował Andrass Samuelsen. Kristian Djurhuus został wtedy ministrem bez teki do 12 maja 1950 roku, kiedy wybrano go premierem. Jego pierwszy gabinet składał się z dwóch ministrów bez tek, z których obaj byli członkami Partii Ludowej (far. Fólkaflokkurin). W skład drugiego rządu, utworzonego 18 grudnia 1954 wszedł jeden polityk Partii Niepodległościowej, Edward Mitens. Był to jeden z powodów wystąpień produńskich w rejonie miasta Klaksvík, zwanych Klaksvíksstríðið. 15 listopada 1955 roku skazano pierwszych winnych w tychże wystąpieniach, czego skutkiem mogło być ostrzelanie domu Kristiana Djurhuusa z pistoletu maszynowego trzy dni później. Djurhuus ani żaden z jego domowników nie ucierpiał w tym ataku.
Wystąpienia w Klaksvík spowodowały spadek popularności Kristiana Djurhuusa i całej jego partii. W wyborach parlamentarnych w roku 1958 wygrała Partia Socjaldemokratyczna (Javnaðarflokkurin) i nowym premierem został Peter Mohr Dam (9 stycznia 1959). W roku 1965, po 45 latach sprawowania urzędu, zrezygnował ze stanowiska gubernatora regionu Suðuroy. 12 stycznia 1967 roku wszedł w skład drugiego rządu Petera Mohra Dama, jako minister finansów, rolnictwa i rybołówstwa. Urząd ten sprawował do 19 listopada 1968 roku, kiedy ponownie został wybrany premierem i stworzył rząd składający się z polityków Partii Socjaldemokratycznej oraz Partii Niepodległościowej. Urząd ten sprawował do 12 grudnia 1970 roku, zastąpiony przez Atli Dama.

## Zdjęcia

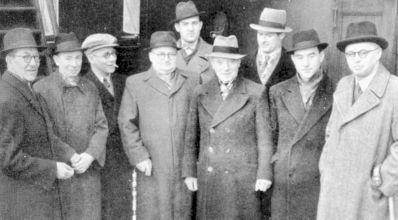
Delegacja farerskiego parlamentu w Kopenhadze (1945), Kristian Djurhuus drugi z prawej
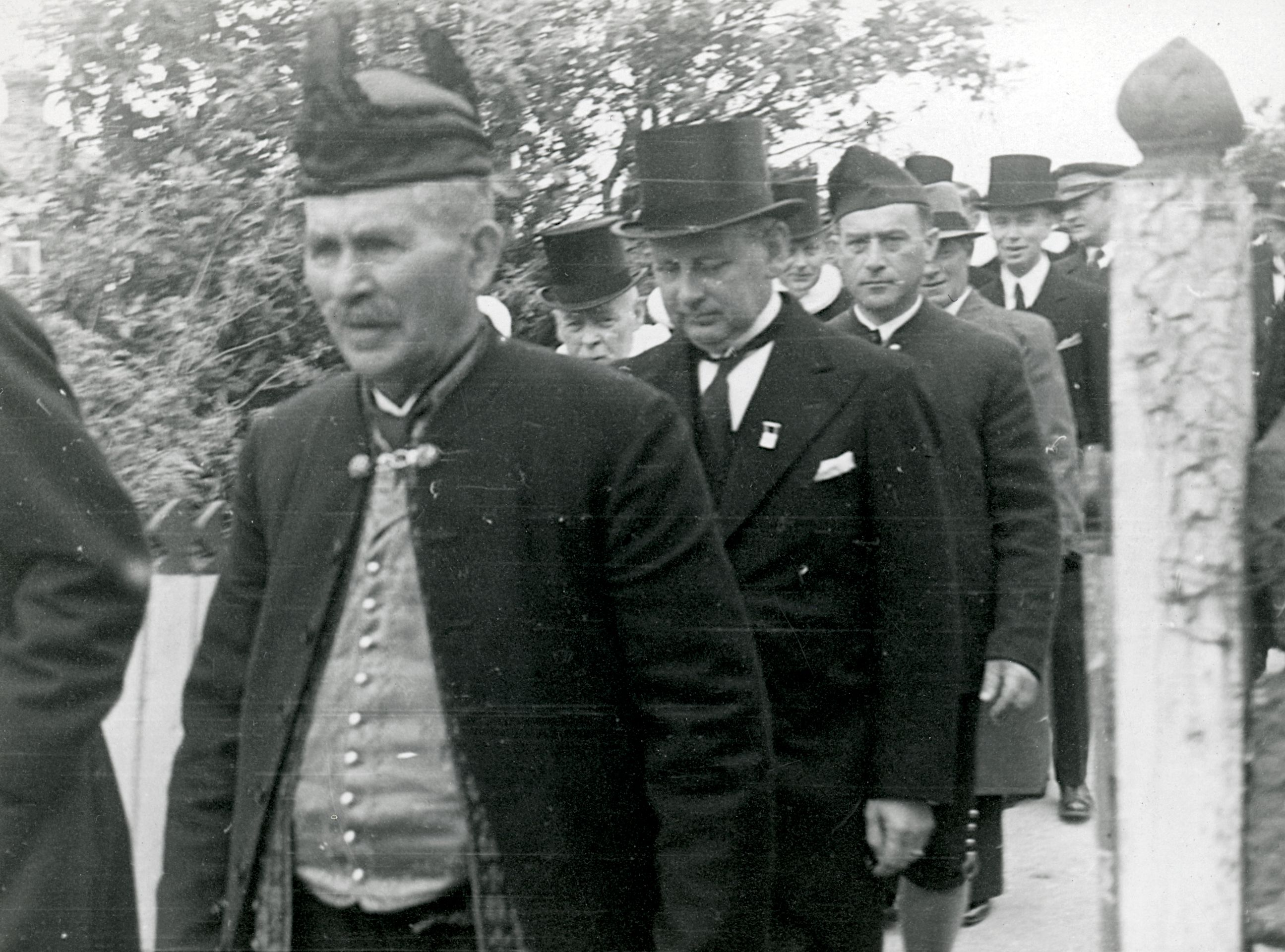
Członkowie farerskiego parlamentu w czasie święta św. Olafa, Kristian Djurhuus trzeci w kolejności